# Lagari Hasan Çelebi

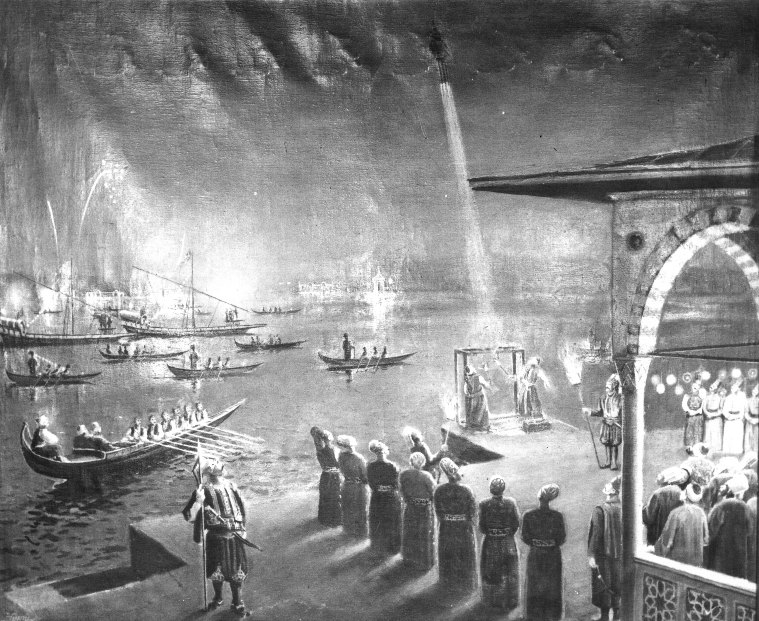
Lot Lagariego Hasana Çelebiego na XVII-wiecznym grawerunku

Lagari Hasan Çelebi – legendarny Turek, według Evliya Çelebiego pierwszy, który odbył lot rakietą.
Evliya Çelebi opisał, że w 1663 roku Lagari Hasan Çelebi wykonał lot w rakiecie wyposażonej w 7 stateczników przy użyciu ok. 64 kg prochu, startując z Sarayburnu w pobliżu pałacu Topkapı. Według relacji Evliya Çelebiego, lot zakończył się w morzu, a lotnik dotarł do brzegu wpław. Od sułtana otrzymał nagrodę w postaci srebra i tytułu oficerskiego.
Evliya Çelebi opisał także lot brata Lagariego, Hezarfena Ahmeta Celebiego, na szybowcu rok wcześniej.

## Kultura popularna
İstanbul Kanatlarımın Altında to film o Hezarfenie Ahmecie Çelebim, Lagarim Hasanie Çelebim, w którym jako narrator występuje postać Evliya Çelebiego.
Redaktorzy programu Pogromcy mitów przetestowali hipotezę o możliwości lotu rakietą przez Çelebiego w odcinku z 11 listopada 2009 roku.